# Stelis villosa
Stelis villosa är en orkidéart som först beskrevs av George Beauchamp Knowles och Frederic Westcott, och fick sitt nu gällande namn av Alec M. Pridgeon och Mark W. Chase. Stelis villosa ingår i släktet Stelis och familjen orkidéer. Inga underarter finns listade i Catalogue of Life.